# Narám-Sín (Akkad)

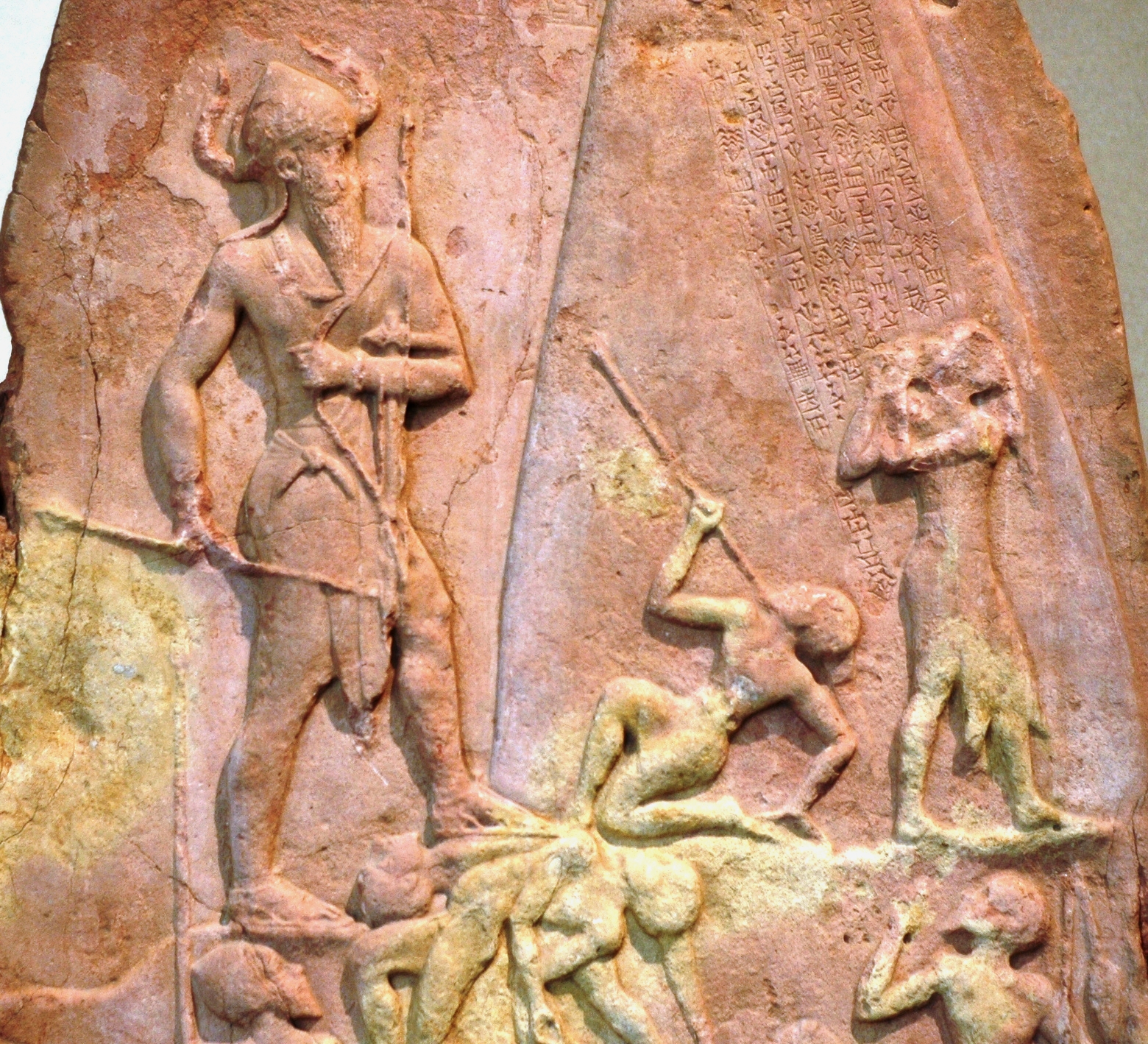
Stéla akkadského krále Narám-Sína, oslavující jeho vítězství nad Lulubity ze Zagrosu.

Narám-Sín vládl cca mezi lety 2254–2218 př. n. l. a byl čtvrtý a nejmocnější král akkadské říše, vnuk jejího zakladatele Sargona.
Slavný vojevůdce, který užíval titulu „král čtyř světových stran“, vedl řadu vítězných tažení a rozšířil území říše, která se za jeho vlády ocitla na vrcholu moci, zároveň se však přiblížil její konec.
Do pozdější mezopotámské tradice tak vstoupil jako tragická postava, jako muž, který svou říši sice rozšířil, ale zároveň svou pýchou a touhou po moci (první mezopotamský panovník, který vyžadoval pocty jako bůh) způsobil její pád.
Podle náboženského mýtu Narám-Sín urazil boha Enlila zničením jeho chrámu v Nippuru, za což jeho říši stihl trest, podlehla v následujících generacích nájezdu Gutejců.

## Vítězná stéla
Jednou z nejvýznamnějších památek starověké Mezopotámie je Narám-Sínova Vítězná stéla, dnes uložená v Louvru, znázorňující jeho, jak triumfuje nad kmenem Lullubitů z pohoří Zagros.